# Hitradio Ö3
Hitradio Ö3 (souvent abrégé en Ö3) est une station de radio généraliste autrichienne créée en 1967, ciblant un public jeune, diffusant principalement de la musique pop et appartenant au service public Österreichischer Rundfunk (ORF).
Ö3 possède la plus grande part d'audiences en Autriche avec 31% en moyenne.